# Réalisme socialiste en France
Pour un article plus général, voir Réalisme socialiste.
Le réalisme socialiste en France est l'adaptation fluctuante d'une doctrine artistique communiste, officielle et obligatoire en Union soviétique, dans le bloc de l'Est, en Mongolie communiste, en Chine, en Corée du Nord, au Vietnam, à Cuba et dans une moindre mesure en Yougoslavie, et affirmant vouloir (et devoir) illustrer de manière la plus figurative possible, dans des postures à la fois académiques et héroïques, la « réalité sociale » des classes populaires, des travailleurs, des militants et des combattants des guerres dans lesquelles ces pays furent impliqués. Le réalisme socialiste fait de l'art un instrument d'éducation et de propagande, en mettant de l'avant la critique et la représentation des contradictions du capitalisme et la description du développement révolutionnaire et l'émancipation du prolétariat et la paysannerie. Le concept de « réalisme socialiste » avait été établi comme doctrine et forme d'art officielle de l'Union Soviétique lors de débats qui ont lieu entre la création en 1932 et le Ier Congrès de l'Union des écrivains soviétiques en 1934, à la suite du Congrès de Kharkov en 1930.
En France, la question de la culture ouvrière déjà très présente depuis les années 1920, devient prégnante dans les années 1930, mais une déjà longue tradition de liberté de création et de libre adaptation des courants artistiques venus d'ailleurs, a rendu l'application du réalisme socialiste fluctuante et conflictuelle. Si une partie des créateurs proches du communisme ont adopté, par souci d'efficacité dans la lutte idéologique, des positions et manières de travailler conformes aux pratiques soviétiques, d'autres en revanche ont pris des libertés par rapport à ces pratiques, en ont discuté la réelle efficacité, et pour les plus célèbres d'entre eux, ont bénéficié de l'indulgence des instances dirigeantes communistes : c'est par exemple le cas d'Henri Barbusse (qui bénéficiait d'un important crédit littéraire en France où son livre Le Feu, prix Goncourt de 1916, avait été un énorme succès, et en URSS où Staline lui-même ne cachait rien de sa sympathie pour l'auteur), ou encore de Pablo Picasso qui n'a jamais été astreint à se conformer aux canons du réalisme socialiste en peinture. De ce fait de tels auteurs ne sont pas des « réalistes socialistes » au sens strict, mais des « compagnons de route » que Barbusse définissait comme des créateurs engagés sur une voie parallèle, ouverte aux auteurs bourgeois susceptibles d'être séduits par le communisme.

## Caractéristiques du réalisme socialiste
La principale caractéristique — et la plus stable historiquement — du réalisme socialiste est de vouloir démontrer que l'Histoire a un sens, c'est-à-dire tout à la fois une direction et une signification, qui ne peut être que la réalisation du socialisme mondial. En ce sens, même lorsque cette littérature utilisait les ressorts de la tragédie, elle demeurait porteuse d'un postulat optimiste. Par ailleurs, et contrairement à l'École populiste, l'ouvrier n'était pas simplement un objet d'exhibition artistique : il se transformait en sujet porteur d'exemplarité militante. La littérature, les arts plastiques (affiche, peinture figurative...), le cinéma, la musique, qui se réclamaient du réalisme socialiste se devaient d'être édifiants : aspirant à un rôle politique, les arts avait pour mission d'encadrer et d'encourager les aspirations révolutionnaires.
En 1930, au Congrès de Kharkov la position de Barbusse fut critiquée de trois côtés à la fois :
- par l'Association des écrivains pan-russes (RAPP ou VAPP) ;
- par Aragon car les surréalistes s'attachaient alors à ridiculiser son style et, surtout, à libérer le champ de la littérature engagée pour y prendre place ;
- par Paul Nizan qui, au moment où l'URSS imposait aux PC locaux une politique sociale et culturelle de « classe contre classe », préconisait une radicalisation y compris littéraire et reprochait à Barbusse sa tiédeur à l'égard des écrivains bourgeois.

## LesAnnées 1930
L'Association des écrivains et artistes révolutionnaires (AEAR), l'une des sections de l'Union internationale des écrivains révolutionnaires (UIER) fondée à Moscou en novembre 1927, est créée en France en mars 1932, avec à sa tête Paul Vaillant-Couturier, Léon Moussinac, Charles Vildrac et Francis Jourdain.
Sous l'autorité tacite du Parti communiste français, l'association — de même que son organe Commune — avait pour mission de réunir, en un même groupe, les différents courants culturels qui, en France, questionnaient les rapports de l'engagement révolutionnaire avec la culture, tout en s'opposant alors à la montée du fascisme et en soutenant les républicains espagnols ; ainsi que quelques « compagnons de route », tels que Picasso ou Robert Delaunay, mais aussi André Malraux.
L'AEAR, qui est alors dirigée par Paul Vaillant-Couturier, et dont Boris Taslitzky devient secrétaire général de la section des Peintres et Sculpteurs, organise une « exposition des artistes révolutionnaires » Porte de Versailles, à Paris, du 27 janvier au 18 février 1934. À cette occasion est édité un catalogue préfacé par le peintre Mathieu Rosianu, et qui renferme la liste des œuvres exposées de Jean Carlu, Maurice Estève, Fernand Léger, André Lhote, Jacques Lipchitz, Jean Lurçat, Frans Masereel, Édouard Pignon, Paul Signac, Henry Valensi, etc.
La première Maison de la culture en France est ensuite fondée à l'initiative de Paul Vaillant-Couturier en 1935 à Paris, 22 rue de Navarin, comme siège de l'Association des écrivains et artistes révolutionnaires, avec Louis Aragon comme secrétaire général et à laquelle adhère André Fougeron. Elle se trouve ensuite en 1936 rue d'Anjou, et fait partie de "L'Association des Maisons de la culture" dans le contexte du Front populaire. Il s'agit de mettre l'art à la portée du peuple, dans tout le pays et sous toutes ses formes, par exemple le cinéma, avec "Ciné-liberté". Lors de la « querelle du réalisme » au printemps 1936, la figuration, considérée comme plus accessible au prolétariat dans un souci de lisibilité immédiate, est alors privilégiée dans les arts plastiques par la faction communiste, non sans d'âpres débats, auxquels participent à la Maison de la culture Jean Lurçat, Marcel Gromaire, Francis Gruber, Édouard Goerg, Louis Aragon, Fernand Léger, Le Corbusier ou Jean Cassou.
Dans la mouvance communiste, le réalisme socialiste n'en absorba pas moins les autres courants, tout en tolérant, en Occident et en France en particulier, l'individualisme de styles originaux, partis prenants de la modernité occidentale (Fernand Léger), et des « compagnons de route » au style plus libre.
Durant la seconde guerre mondiale, le mouvement entre dans la clandestinité et la Résistance et ce sont au contraire les jeunes artistes de la tendance non figurative de la nouvelle école de Paris, tels que Jean Bazaine, Alfred Manessier ou Jean Le Moal, qui parviennent à s'exprimer publiquement en 1941 pour dénoncer l'occupation, en participant notamment à l'exposition « Vingt jeunes peintres de tradition française », avant d'être censurés en 1942, comme Francis Gruber, malade et resté seul à Paris. Ils annoncent l'apparition, à la Libération, de nouvelles tendances picturales comme l'abstraction lyrique, l'une des composantes de l'art informel qui, avec les nouveaux développements de l'abstraction géométrique, prendra en France le pas, jusqu'au début des années 1960, sur la primauté de la figuration, prônée par le réalisme socialiste.

## L'Après-guerre

### La bataille du réalisme
En 1946, André Fougeron reçoit néanmoins le Prix national de peinture. Puis c'est Francis Gruber en 1947, un an avant sa mort. Lors du XIe Congrès du parti, en juin 1947, la direction communiste définit, sous l'impulsion de Aragon, les principes d’une politique désormais volontariste en matière de culture et de création, dans le contexte de lutte idéologique des débuts de la guerre froide, et qui confirme les orientations voulues par Aragon dès les années 1930.
Le responsable de la "section des intellectuels" au PCF Laurent Casanova déclare alors : « Le Parti Communiste ne [peut] adopter une attitude d’indifférence à l’égard de l’esthétique (...) La pensée et l’art » sont en effet « quelques-uns des aspects de [la] bataille idéologique. » 
En 1948, prenant acte de l'irruption sur la scène artistique du "Nouveau réalisme"", le PCF lance la « bataille du réalisme » contre « l'art pour l'art » dans les arts plastiques.
Le premier symbole de cette bataille est la toile Les Parisiennes au marché exposée au Salon d'automne de la même année et son article-manifeste « Le peintre à son créneau », qui propulsent André Fougeron chef de file du « nouveau réalisme français », lequel se veut dans la continuité de la peinture d'histoire à vocation sociale (Le Nain, David, Courbet).
Fougeron s'engage ainsi dans la voie du réalisme socialiste. Durant une période allant de la fin des années 1940 à la première moitié des années 1950, il est, avec Boris Taslitzky mais aussi Jean Amblard, Jean Vénitien et Mireille Miailhe, la figure de la volonté du PCF de faire émerger un « art social », se présentant comme au service de la classe ouvrière, et contribuant à la propagande du parti, en prise directe avec la vie politique française. Ses tableaux, comme son cycle de l'exposition «Au Pays des Mines » présentée en 195& participent au prolongement, en France, du jdanovisme artistique en vigueur durant la période stalinienne.
En 1953, Fougeron est impliqué dans l'Affaire du portrait de Staline par Picasso, publié en 1953 par Aragon en une de l'hebdomadaire Les Lettres françaises, ce qu'il regrettera dès le Salon d’automne de 1953, quand son tableau Civilisation atlantique, dénonçant l’impérialisme américain et l'alliance de la France avec celui-ci, est  violemment dénoncée par Aragon, qui encensait jusque-là Fougeron, d'autant qu'Auguste Lecoeur, qui s'était affiché avec Fougeron, fait alors l'objet au sein du PCF d'une purge stalinienne.
En condamnant la toile pour « grossièreté », Aragon, très proche du secrétaire général du PCF Maurice Thorez, signe la fin de « la querelle du réalisme », animée en 1936 par Fougeron et ses camarades, et de l'intérêt du PCF pour le réalisme socialiste, qui est condamné car accusé de dérive populiste, lorsque Aragon définit sa doctrine en la matière avec la notion de L'Art de parti en France, qui condamne le populisme. Le mouvement réaliste socialiste et ses artistes sont désormais dépourvus de ligne idéologique et voient la diffusion et la promotion de leurs œuvres limitées
Trois ans plus tard, les troupes soviétiques  entrent en Hongrie en novembre 1956, l'opposition se fait de plus en plus manifeste entre le Parti communiste et des intellectuels anti-staliniens.
Plus tard, Picasso, Pignon et son épouse Hélène Parmelin finiront par quitter le parti en 1980. En 1966, lors du Comité central d’Argenteuil, qu’est officiellement et solennellement abandonnée la fonction directrice du Parti en matière de création et de recherche.

### Vers une nouvelle figuration
Une nouvelle génération d'artistes peut cependant être considérée comme l'héritière de ce mouvement, dans la mesure où elle adhère aux idéaux révolutionnaires de la jeunesse, comme avant elle, celle des années 1930 qui s'opposait à la montée du fascisme, et s'exprime aussi essentiellement par le biais de la figuration. En 1947, Henri Cueco vient à Paris et entre en contact avec les peintres de La Ruche, qui se tournent vers le réalisme, et adhère au parti communiste en 1954. Il commence sa carrière artistique en participant en 1952 au Salon de la Jeune Peinture où il fédère de jeunes artistes de tendance gauchiste, tels qu'Eduardo Arroyo et Bernard Rancillac. À partir de ce groupe et du foisonnement artistique de la nouvelle figuration, qui verra naître la Figuration narrative dans les années 1960, Cueco développe une peinture dont la figuration participe à un engagement politique attaché à la nature, aux relations humaines et au rapport au langage. Ces jeunes artistes prennent alors part, comme Fougeron ou Taslitzy, aux luttes pour la décolonisation, mais aussi et surtout au mouvement de mai 1968, pour lequel Cueco, Rancillac, Arroyo, Gilles Aillaud ou Gérard Fromanger produiront de nombreuses affiches au sein de l'Atelier populaire de l'École des beaux-arts de Paris ; tandis que Erró détourne de véritables affiches de propagande communiste, notamment cubaines et chinoises entre 1968 (série des « intérieurs américains ») et 1975 (série des « chinois à [la Biennale de] Venise »), pour dénoncer les interventions militaires américaines. Dans le même esprit, Herman Braun-Vega revient sur la mort du Che dans son album d'estampes Agressions, mutilations et faux (1975-1977). Ainsi, alors que le réalisme socialisme s'éloigne dans les années 1950 de l'utilisation de l'art figuratif pour promouvoir son idéologie, on assiste paradoxalement, à l'occasion du développement de la société de consommation occidentale, à un renouveau de celui-ci sous d'autres formes au début des années 1960, que ce soit pour la critiquer comme en Europe, ou pour la célébrer comme aux États-Unis avec le Pop art.
Après la déstalinisation, dans les années 1960 à 1980, alors que la culture soviétique commence à permettre l'existence pour les différentes formes d'art non-formel et que les dissidents, bien que toujours réprimés, ne sont plus sous la menace immédiate du Goulag, le poète Ievgueni Ievtouchenko, l'auteur Youri Trifonov et le compositeur Vladimir Vyssotski sont des représentants emblématiques de la génération du « dégel intellectuel » : ils furent parmi les premières voix à s'élever en Union soviétique pour défendre la liberté de conscience et une vision humaniste du socialisme. Simultanément sinon consécutivement, le « réalisme socialiste » perd tout crédit en France y compris dans le parti communiste.

## Le siège du Parti communiste français, dans le domaine de l'architecture
Parmi les exemples de l'architecture liée à ce mouvement en France, le siège du Parti communiste français, conçu par l'architecte communiste brésilien Oscar Niemeyer, qui là encore, au même titre que la Maison de la Culture du Havre, s'inscrit dans le courant du Mouvement moderne, plus que dans une stricte imitation de l'architecture soviétique stalinienne.
Le bâtiment comporte un mur rideau flottant bâti sur cinq piliers porteurs. Sa courbe représente un S et symbolise le socialisme. La coupole du conseil national représente de l'extérieur le ventre d'une femme enceinte, symbole d'humanité, tandis que la voûte intérieure est recouverte d'une structure en relief permettant une excellente acoustique.